# Ernst Lehner
Engelbert Ernst Lehner (ur. 7 listopada 1912 w Augsburgu, zm. 10 stycznia 1986 w Aschaffenburgu) – niemiecki piłkarz występujący na pozycji napastnika, reprezentant Niemiec w latach 1933–1942, olimpijczyk, brązowy medalista Mistrzostw Świata 1934, trener piłkarski.

## Kariera klubowa
Grał w klubach SV Schwaben Augsburg, Blau-Weiß 90 Berlin oraz Viktoria Aschaffenburg. Jego imieniem nazwano stadion w rodzinnym mieście.

## Kariera reprezentacyjna
W reprezentacji Niemiec zagrał 65 razy i strzelił 31 bramek. Debiutował 19 listopada 1933 w meczu ze Szwajcarią, ostatni raz zagrał w 1942 roku. Wziął udział w Mistrzostwach Świata 1934 (brązowy medal), Mistrzostwach Świata 1938 oraz Igrzyskach Olimpijskich 1936.

## Kariera trenerska
Prowadził kluby Viktoria Aschaffenburg oraz SV Darmstadt 98.

## Sukcesy
Niemcy
- brązowy medal mistrzostw świata: 1934